# Metaedit
Metabase编辑程序（MetaEdit）是编辑IIS设置或Metabase文件的工具。就功能而言，MetaEdit与Windows的注册表编辑器相似，它允许您浏览并修改Metabase中的属性。MetaEdit适合Windows NT 4.0和Windows 2000，但它在Windows XP上也能正常工作，另外，MetaEdit只能管理IIS4.0、5.0或更高版本。在MetaEdit中还可设置客户端连接限制的参数。